# Sirqus Alfon
Sirqus Alfon és un grup musical i d'espectacle suec nascut el 1997 com a grup de teatre musical a la localitat de Norrköping. Barreja circ, foc, teatre, música i humor. Ha actuat als principals programes televisius de Suècia i en escenaris de diversos països. Durant sis anys, han treballat amb Riksteatern i el Cirkus Cirkör. El membre principal és Erik Rosales, que treballa amb presentacions digitals.

## Discografia
- 2007 — Millenium trax
- 2006 — Crazy Leg
- 2004 — Greatest Hits
- 2003 — Party Machines

### DVD
- 2008 — Eurotrash
- 2007 — Millenium DVD

## Gires
- 2013 — This is Sirqus Alfon
- 2011 — Sirqus Alfon TV
- 2010 — Spirit Of Innovation
- 2009 — Julotrash
- 2009 — Eurotrash - The Upgrade
- 2008 — Eurotrash
- 2007 — Just another summer
- 2007 — JAM Allstars
- 2006 — Millenium
- 2005 — Sirqus Alfon